# Lokomotiva V KEB
Čtyřspřežní parní lokomotivy kategorie V si pro své tratě se stoupáními až 20 ‰ pořídila rakouská Dráha císařovny Alžběty (KEB) v letech 1873 a 1875 v počtu 24 kusů. Po postátnění společnosti dostaly stroje převzaté c.k. Rakouskými státními drahami řadu B III, později řadu 70. Československé státní dráhy jimi získaným strojům přidělily po roce 1924 řadové označení 402.0. Poslední z nich vyřadily na konci roku 1949.

## Vznik a výroba

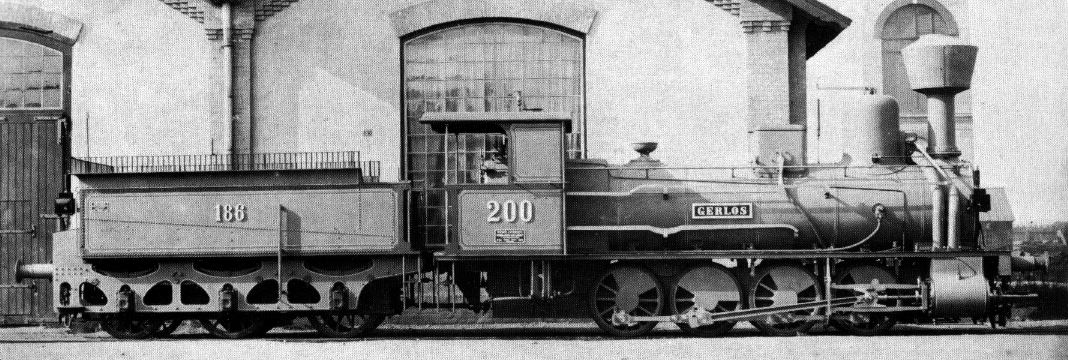
Lokomotiva KEB V 200 'GERLOS', Floridsdorf 195/1875, tovární foto (s komínem Kobel)

Společnost KEB na počátku 70. let 19. století zahajovala provoz na několika tratích horského charakteru s dlouhými rampami a ostrými oblouky, mj. na úsecích Salcburk–Bischofshofen–Wörgl (až 20 ‰) a na přestavované bývalé koněspřežce Budějovice–Linec (12,5 ‰). K tomu si objednala výkonnější čtyřnápravové nákladní lokomotivy. První sérii dodala roku 1873 Hartmannova strojírna ze Saské Kamenice, o druhou sérii se o dva roky později podělily domácí rakouské lokomotivky Sigl z Vídeňského Nového Města a vídeňská továrna ve Floridsdorfu. U KEB dostaly čísla a jména,  administrativně i kategorii Ⅴ.

## Technické provedení

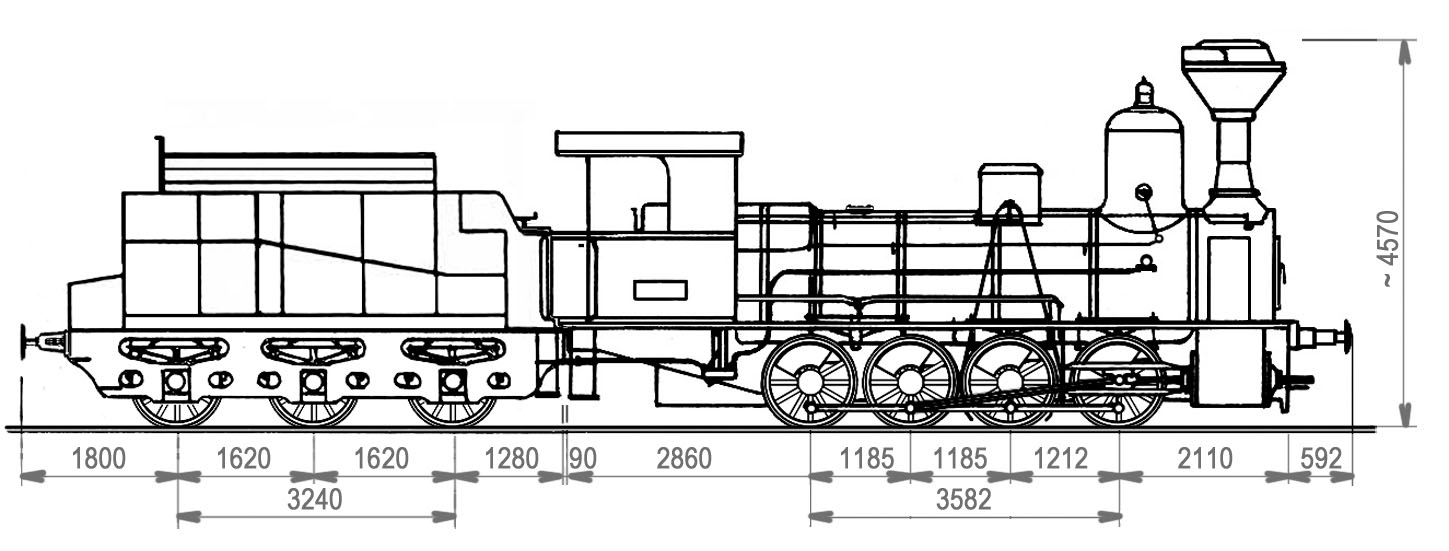
Lokomotiva 402.0 s tendrem 410.2, rozměrový náčrtek (ca. odpovídá stavu lok. 402.004 v roce 1939)

Dodávky z let 1873 a 1875 se navzájem mírně odlišovaly, největší rozdíly byly v původním provedení kotlů.
Rám čtyřspřežní lokomotivy byl vnitřní, s rovnými postranicemi ze zdvojených plechů; nápravy v něm uložené v rozsochách byly odpruženy listovými pružnicemi, třetí a čtvrtá byly na společné pružnici provahadlovány. Čtvrté spřažené dvojkolí kvůli lepšímu průchodu v oblouku mělo příčný posun ca. ± 14 mm.
Válce dvojčitého parního stroje na mokrou páru s předním vedením pístů byly umístěny vně rámu, plochá šoupátka a je ovládající Goochův kulisový rozvod byly uvnitř rámu. Na třetí, hnací nápravu se výkon z pístnic přenášel ojnicemi přes dvoupravítkové křižáky. Přívodní trubky páry od regulátoru k válcům i výfukové vedly po kotli, u strojů od Hartmanna byly pod plechovými kryty, u novějších nezakryté.
Kotel pracoval s tlakem 9,5 atmosféry. Skříňový kotel, měl u Hartmanna už dokonalejší Beckerovu (alias pruskou) soustavu vyztužení, u dodávek z roku 1875 ale byly ještě klasické kotvové výztuhy. Válcová část byla snýtovaná ze čtyř válcových prstenců; u strojů domácí stavby skrze ní procházelo více žárnic, disponovaly tak proti první sérii o 5 % větší teplosměnnou plochou. Vodu dodávaly dva nesací injektory pod budkou. Z výroby byla na kotli nálevka k plnění vodou za studena, u první série na 3. prstenci, u druhé na čtvrtém. Kotel měl jeden vysoký parní dóm (parojem) se šoupátkovým regulátorem, u Hartmanna vestavěným dovnitř parojemu, u druhé série umístěným v samostatné regulátorové skříni vpředu na parojemu. První z pérových pojistných ventilů byl na parojemu, druhý pod kuželovým krytem na kotli - u Hartmanna na válcovém kotli před budkou, u domácího provedení na skříni kotle v budce. Mazání válců u Hartmanna zajišťovaly mazničky na rostlinný olej; rakouské stroje měly centrální mazání Kernaulovou maznicí. Dyšna v dýmnici vybavená klapkovým ejektorovým aparátem a pomocnou dmychavkou umožňovala regulaci tahu. Od Hartmanna měly lokomotivy ještě kuželový komín, později vyměněný za komín Kleinův, další dostaly z výroby jednoduchý baňatý, zv. 'Kobel'; později v provozu byl dosazován komín Ressig s účinnějším jiskrojemem.
Brzda byla jen ruční na tendru. Písečníky byly u Hartmanna umístěné vpředu pod ochozy a pískovaly před první dvojkolí, jednostranně jen pro jízdu vpřed. U domácího provedení byla jedna nádrž na kotli a písek padal pod 2. dvojkolí, pískování tak účinkovalo i při jízdě v obráceném postavení.
Lokomotivy byly spojovány s unifikovaným třínápravovým tendrem KEB pozdější řady 10 KkStB (508.0 ČSD).

## Úpravy a přestavby

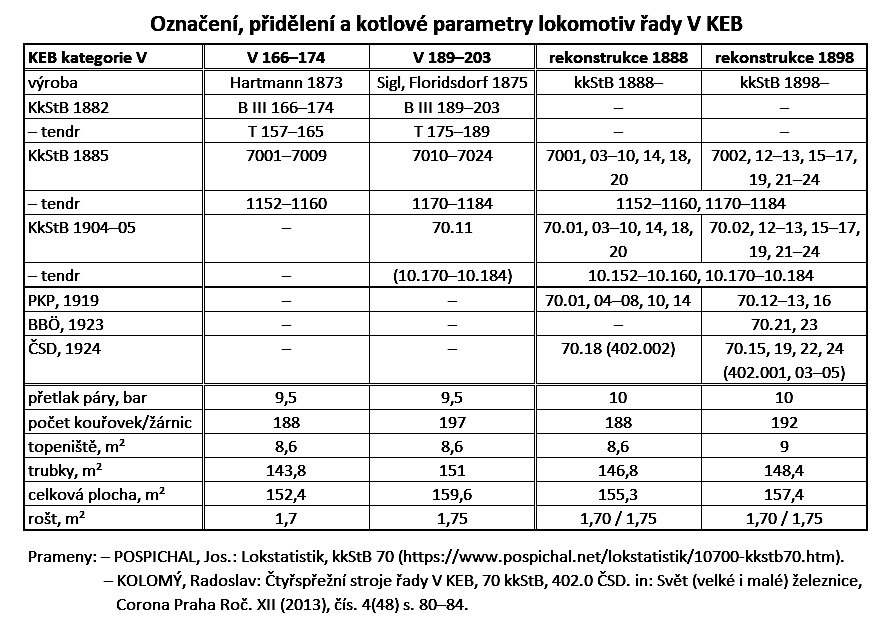
Srovnání některých parametrů jednotlivých provedení lokomotiv KEB kategorie V z výroby a rekonstruovaných

Lokomotivy z Hartmannovy dodávky se u rakouských státních drah při hlavních opravách modernizovaly po vzoru provedení posledních vyrobených, byl měněn komín, přemístěny písečníky, upraveny budky. Doplněno bylo vybavení pro parní vytápění vlakových souprav, dodávaly se sněhové pluhy, trubkové nárazníky byly vyměněny za košové. Většina strojů dostala spalovač kouře Marek, pulzometr pro doplňování vody z povrchových zdrojů a přípravu na přídavné olejové topení tendru Holden.
Od roku 1888 byly na lokomotivy dosazovány nové, výkonnější kotle. Pracovní tlak byl zvýšen na 10 at. Oba pojistné ventily se ocitly vedle sebe na parojemu. Přívodní potrubí k válcům vedlo nově vnitřkem dýmnice, výfukové dostalo plechové kryty. Do budky se doplňovala ruční brzda působící na poslední dvojkolí.
Rekonstruovaly se i tendry, z řady 10 tak vznikly tendry řady 31 kkStB (čísel 29 až 97), část z nich se vybavila sací brzdou.

## Provoz
Lokomotivy dokázaly odvézt soupravu o hmotnosti 390 t do stoupání 10 ‰ rychlostí 20 km/h, a stejnou rychlostí zátěž 200 t do stoupání 20 ‰. Minimální poloměr projížděného oblouku byl 100 m.
První stroje dodané Hartmannem nasadila KEB na trať Linec–Budějovice, právě přestavovanou pro lokomotivní provoz. Lokomotivy Ⅴ 189–203 byly přiděleny do tyrolského Wörglu. Nasazovány byly a dopravu nákladních vlaků, na posun i stavební vlaky. V Tyrolsku zpočátku sloužily i v osobní dopravě. Po roce 1885 byla většina lokomotiv řady kkStB 70 přesunuta do východního Haliče a na Plzeňsko. V polovině roku 1914 tak byly dislokovány ve výtopnách Wörgl (3), Czortków (12) a Plzeň (9 ks).
V důsledku válečných operací v Haliči byly ztraceny až tři stroje. Po skončení 1. světové války 11 převážně v Haliči se nacházejících strojů připadlo PKP, kde měly být označeny řadou Tp13 a provozovány do roku 1926. Tři lokomotivy zůstaly na Ukrajině. Z nich jedna byla předána k CFR, dvě zůstaly v SSSR.
V samotném Rakousku zbyly po přerozdělení majetku mezi nástupnické státy z řady 70 dvě lokomotivy, které BBÖ vyřadily v letech 1932 a 1936.
K ČSD přešlo 5 strojů ve výtopně Plzeň, všechny z dodávky v roce 1875. Dále tu sloužily na posunu a na pomocných výkonech v rámci oblasti. Po roce 1924 byly přeznačeny na řadu 402.0 a jejich tendry jako 410.2. Tři lokomotivy (402.001, 02 a 05) byly v letech 1927–28 odprodány na vlečky falknovských dolů. Dvě poslední byly v roce 1939 označeny za sudetské a předány říšským drahám, které je označily řadou 5571. Od roku 1942 je pronajaly a posléze prodaly zpět ČSD. Vyřazeny v obvodu OŘ Plzeň a sešrotovány byly v roce 1950.